# Перепись населения США (1890)
Одиннадцатая перепись населения США была произведена 1 июня 1890 года. Данные переписи впервые в мире обрабатывались с помощью табулятора. Полученная из переписи информация говорила о том, что распространение населения привело к исчезновению границы продвижения поселенцев в США. Большая часть материалов переписи 1890 года была уничтожена при пожаре в 1921 году.

## Вопросы
При переписи собиралась следующая информация о людях:
- адрес проживания
- число семей в доме
- число проживающих в доме
- имя
- участвовал ли опрашиваемый(ая?) в Гражданской войне, на чьей стороне, или является ли опрашиваемая вдовой участника той войны
- раса: белый, черный, мулат, квартерон, октарон, китаец, японец или индеец
- пол
- возраст
- семейное положение
- женился ли (вышла ли замуж) в течение года переписи
- число родившихся детей (у матери), число живых детей
- место рождения и родители
- если рожден не в США — число лет пребывания в стране
- был(а) ли натурализован(а)
- род работы
- месяцев без работы во время года переписи
- может ли читать и писать
- говорит ли на английском, если нет — язык или диалект, на котором разговаривает
- страдает ли острыми или хроническими заболеваниями, с названиями и продолжительностью болезней
- является ли подсудимым(ой), заключённым(ой), бездомным ребёнком или нищим(ей)
- снимает ли дом или владеет им глава или член семьи; если владеет — свободен ли дом от заложения[уточнить]
- если фермер, арендует ли ферму или владеет им глава или член семьи; если владеет — свободна ли ферма от заложения; если арендует — почтовый ящик владельца фермы

## Методология
Перепись 1890 года была первой переписью, которая составлялась с использованием методов, изобретённых Германом Холлеритом. Данные вводились на машиночитаемом носителе (перфокарте) и обрабатывались с помощью табулятора. Такая технология уменьшила время обработки результатов переписи с 8 лет (перепись 1880 года) до 1 года. Данные по числу проживающих в США — 62 947 714 человека — были опубликованы уже через 6 недель обработки. Общественность отреагировала на сообщение с неверием, поскольку считалось, что реально это число должно быть не менее 75 000 000.

## Важные выявленные факты
Перепись выявила снижение числа коренных жителей США с 400 764 в 1850 (по данным переписи того года) до 248 253 в 1890.
Перепись показала, что фронтир больше не существует, и что Бюро переписи больше не сможет отслеживать миграцию американцев на запад США. Вплоть до переписи 1880 года и включая её, в США была граница расселения (фронтир). К 1890 году изолированные населенные пункты вошли на незаселённую территорию до такой степени, что границу можно едва ли было выделить. Это побудило Фредерика Тёрнера к созданию «Теории границы».

## Доступность данных переписи
Исходные данные переписи 1890 года более не доступны. Почти все списки жителей были испорчены при пожаре в подвале Commerce Building в Вашингтоне в 1921. Примерно 25 % материалов было уничтожено, 50 % было повреждено огнём, дымом и водой, в которой больша́я часть документов находилась в течение целой ночи из-за бездействия работников архива. Этот инцидент стал предпосылкой к созданию Национального Архива. В декабре 1932, следуя предписаниям процедуры,  главный клерк Бюро переписи отправил директору Библиотеки Конгресса список бумаг к уничтожению, в котором присутствовали таблицы переписи 1890 года. Бюро послало директору запрос на выделение важных с исторической точки зрения документов для их сохранения, но он не признал документы переписи важными. Конгресс одобрил уничтожение записей из этого списка 21 февраля 1933 года, и оставшиеся исходные записи той переписи были уничтожены к 1934—1935. Другие переписи, по которым была потеряна часть информации — переписи 1800 и 1810 годов.